# 里見京子
里見 京子（さとみ きょうこ、1935年3月19日 - ）は、日本の女優、声優。
東京都出身。夫は作曲家の宇野誠一郎。

## 経歴
声で演じることの魅力を感じたのは小学校時代の集団疎開であり、教師が宮沢賢治の童話を読んでもらって、その世界に引き込まれたという。
アナウンサーを志望し、実践女子短期大学在学中の1953年に東京放送劇団の5期生になる。同期に黒柳徹子、横山道代、新道乃里子、幸田弘子、八木光生、木下秀雄、桜井英一、関根信昭、三田松五郎らがいる。
俳優座養成所出身。
1954年4月にラジオドラマ『ヤン坊ニン坊トン坊』の主役ヤン坊役でデビュー。
翌1955年に出演したNHKドラマ『おふくろ』は映像が現存する。
以後、1960年代から1970年代にかけて、テレビ人形劇『チロリン村とくるみの木』などNHKの作品を中心に出演する活躍を見せた。また、『ブーフーウー』では、司会のお姉さんとして親しまれた。
1990年に解散したNHK東京放送劇団では、1989年11月時点で団長を務めていた。

## 人物
愛称はソーヨ。
趣味・特技はヨガ、狂言。

## 出演（女優）

### テレビドラマ
- おふくろ（1955年、NHK総合）
- 松本清張シリーズ・黒の組曲 第44話「雨と川の音」（1963年、NHK総合） - お絹
- 大河ドラマ（NHK総合）
  - 赤穂浪士（1964年） - お柳
  - 樅ノ木は残った（1970年） - きの
- 鹿鳴館（1970年、NHK総合）
- 少年オルフェ（1972年、NHK総合） - サボテン国の女王

### 映画
- 相馬の金さん（女優）

### テレビ番組
- ブーフーウー（1960年 - 1967年、NHK総合、さとみさん）
- 1周回って知らない話「黒柳徹子&トシちゃん芸能界70年の裏側をすべて告白SP」（2023年10月25日、日本テレビ） - VTR出演「NHK同期が語る黒柳徹子」（横山道代と）

### 舞台
- 罠（1962年、東京放送劇団、女医 ※黒柳徹子とのダブルキャスト[10]）

## 出演（声優）

### 人形劇
- 大きくなる子（NHK教育、チョロ）
- チロリン村とくるみの木（1956年 - 1964年、NHK総合、クルミのクル子）
- ひょっこりひょうたん島（1964年 - 1969年、NHK総合、シェラザード）
- ダットくん（1967年 - 1969年、NHK総合、おばあさん）
- ちびっこモグ（NHK教育）
- 空中都市008（1969年 - 1970年、NHK総合、大原冴子）
- とんでけブッチー（1971年 - 1974年、NHK総合、マルガレーテ）
- 新八犬伝（1973年 - 1975年、NHK総合）
- 真田十勇士（1975年 - 1977年、NHK総合、真田大助）
- 笛吹童子（1977年 - 1978年、NHK総合、菊丸）
- 紅孔雀（1978年 - 1979年、NHK総合）
- ミューミューニャーニャー（1978年 - 1983年、NHK総合、ミューミュー）
- プリンプリン物語（1979年 - 1982年、NHK総合、ステッラ、ポーカー、ブリコ、クスカ、魔女、花屋のおばさん、魔術団の団長、ドオンブリカの王妃）
- ピコピコポン（1987年 - 1991年、NHK教育、キャンディーママ）
- こどもにんぎょう劇場（NHK教育）
  - 「神さまになりそこねたサンダル」（1960年代 - 1970年代）
  - 「ききみみずきん」（放送年不明）
  - 「西遊記」（放送年不明）
  - 「三枚のお札」（放送年不明、鬼、ナレーション）
  - 「てぶくろをかいに」（放送年不明、母狐）
  - 「じいさん岩のたから」（放送年不明、ナレーション）
  - 「すてられたせんたくばさみ」（放送年不明）
  - 「ひょう徳さま」（放送年不明、おばあさん）
  - 「石の裁判」（2006年）

### 吹き替え

#### 担当女優
ジェニファー・ジョーンズ
- 白昼の決闘（パール）※NET版
- 終着駅（メアリー・フォーブス）※NET版
- 武器よさらば（キャサリン・バークレイ）※NET版（DVD収録）
- 慕情（ハン・スーイン）※テレビ朝日版（HDリマスター版DVD収録）

ジーン・シモンズ
- ジェリコ（モリー）※フジテレビ版
- 聖衣（ダイアナ）※フジテレビ版
- 天使の顔（ダイアン）

#### 映画
- 愛の交響楽（〈マール・オベロン〉）※NHK版
- 愛情の花咲く樹（ネル・ゲイサー〈エヴァ・マリー・セイント〉）
- アラバマ物語（ジーン・ルイーズ / 語り〈キム・スタンリー〉）※NET版
- 異教徒の旗印（〈リュドミラ・チェリーナ〉）
- 裏切り鬼軍曹（アン〈ヴェラ・マイルズ〉）
- 栄光の旅路（〈ノーマ・ムーア〉）
- ガラスの靴（エラ〈レスリー・キャロン〉）
- キャリー（マーガレット・ホワイト〈パイパー・ローリー〉）
- 黒騎士（ロウィーナ〈ジョーン・フォンテイン〉）
- 孤独な関係（メアリー〈ジョアン・ウッドワード〉）
- サーカス物語（アンナ・セルゲェウッチ〈インナ・クミト〉）
- 世界を彼の腕に（伯爵令嬢マリーナ〈アン・ブライス〉）
- センチメンタル・ジャーニー（ジュリー〈モーリン・オハラ〉）
- ダラス（トニア〈ルース・ローマン〉）※NET新版
- 追憶（ヘレン〈アン・ブライス〉）
- 椿姫（マルグリット〈グレタ・ガルボ〉）※NET版
- 長く熱い夜（クララ〈ジョアン・ウッドワード〉）
- 名ばかりの妻（ジュリー〈ケイ・フランシス〉）
- バグダッドの盗賊（王女〈ジューン・デュプレ〉）※NHK版
- ハネムーン（アナ・ケリー〈リュドミラ・チェリーナ〉）
- 反逆者の群れ（リザ〈ウルスラ・シース〉）
- 星のない男（リード〈ジーン・クレイン〉）※フジテレビ版
- マクリントック（キャサリン〈モーリン・オハラ〉）※TBS版
- 真昼の決闘（キャサリン・バークレイ〈ケティ・フラッド〉）※フジテレビ旧録版、フジテレビ新録版
- 魅惑の巴里（ジョイ〈ミッツィー・ゲイナー〉）

#### ドラマ
- 宇宙探検「流星との衝突」
- おとぎの国「アリババと40人の盗賊」（モルギアナ〈ミリアム・コロン〉）
- 看護婦物語
  - 「罪深き母」（モリー・ケイン〈ロイス・ネットルトン〉）
  - 「徴候病患者」（ウィラ・スタン〈サドラ・チャーチ〉）
  - 「死を見つめて」（エラ・ジョンソン〈ロイス・ネットルトン〉）
- 将軍アイク（アイゼンハワー夫人）
- スパイ大作戦
  - 幽霊を呼べ!!（マーサ・リチャーズ）
  - 二重スパイをでっちあげろ！（スーザン・ブキャナン〈リー・グラント〉）
  - 生きた研究ノート（イリナ）
  - 消えた汚染死体（フォスター）
- 大草原の小さな家「誇りと勇気」（アメリア〈アイビー・ジョーンズ〉）
- タイムトンネル「ジェリコの城壁」（ラハブ〈マーナ・フェイ〉）
- 電撃スパイ作戦 #2(スザンヌ)、#11（スチュワーデス〈ジル・カーゾン〉）
- 謎の円盤UFO ムーンベース衝突コース（ジョセフィン・フレイザー〈ジェーン・メロウ〉）
- ハイシャパラル（ビクトリア・キャノン〈リンダ・クリスタル〉）
- 走れチェス「乗馬クラブでの出来事」（マリリン〈ベバリー・ランスフォード〉）
- ひとすじの道「めぐみの雨」（ジョニー〈サンディー・デッチャー〉）
- 弁護士ジャッド「追いつめられて」（アリダ〈ルタ・リー〉）
- 弁護士ペリー・メイスン「生きていた焼死体」
- ルクレール兄弟の旅（女医）

#### 海外人形劇
- キャプテン・スカーレット（TBS）
  - ファッションショーをねらえ！（1968年5月14日、ガブリエル）
  - 天使を救え！（1968年5月28日、ジュディス・チャップマン）
- サンダーバード（1966年 - 1967年、NHK総合、ミンミン）
  - サンダーバード 劇場版（1967年7月15日、ミンミン〈劇場公開版・DVD版〉）
  - サンダーバード6号（1968年8月3日、ミンミン〈劇場公開版・DVD版〉）
- ジョー90
  - 危険な女スパイ（1969年3月26日、毎日放送、アンジェラ・デイヴィス）
  - 世界一のボディガード（1972年2月22日、東京12ch、ドリナ・コルドヴァ）

#### 劇場アニメ
- おしゃれキャット
- ガリバー旅行記（ギャビイ）※NHK版
- 白雪姫（女王）※1980年再公開版＝ソフト収録
- ビアンカの大冒険（マダム・メデューサ）※1981年劇場公開版
- 雪の女王（ゲルダ）※NHK版
- わんわん物語（ダーリング）※1956年初公開版

#### テレビアニメ
- 宇宙忍者ゴームズ（ウツクシー）
- アイ・ガット・ア・ロケット（マ・ダッキー）

### 劇場アニメ
- アラビアンナイト・シンドバッドの冒険（1962年、サミール姫）
- 空飛ぶゆうれい船（1969年、黒潮夫人[11]）
- 魔犬ライナー0011変身せよ!（1972年、ツトム[12]）
- マジンガーZ対デビルマン（1973年、シレーヌ）
- きかんしゃやえもん D51の大冒険（1974年、正くん[13]）
- マッチ売りの少女（1975年、少女）

### テレビアニメ
- 新ジャングル大帝 進めレオ!（1966年、フジテレビ） - ルネ[14]
- レインボー戦隊ロビン（1966年 - 1967年、NET） - ロビン[15]
- 赤胴鈴之助（1972年、フジテレビ）
- デビルマン（1972年 - 1973年、NET） - ラフレール[16]、レイコック[16]
- ドロロンえん魔くん（1973年）

### ラジオドラマ
- ヤン坊ニン坊トン坊（NHKラジオ第1） - ヤン坊
- 連続ラジオ劇場恐怖新聞（NHK-FM） - ひがしおななこ

### ドラマCD
- サンダーバード秘密基地セット（ミンミン）

### ゲーム
- キングダム ハーツ バース バイ スリープ（2010年、王妃 / 魔女）

### テレビ番組
- ことばのくに（NHK教育） - 祐介
- おやおやなあに（なんだろ坊や）
- ジェスチャー（NHK総合）
- ディズニーランド（日本テレビ）

### その他のコンテンツ
- 東京ディズニーランド
  - 白雪姫と七人のこびと（女王 / 毒婆）

## 里見を演じた人物
- 福田彩乃 - 「トットてれび」（NHK総合・「土曜ドラマ」第1話 - 第2話）
- 瀬戸さおり - 『トットちゃん!』（2017年、テレビ朝日 帯ドラマ劇場）

## 参考資料
- 黒柳徹子著『トットチャンネル』 - 黒柳とは親友で、里見とのエピソードが紹介されている。2016年のテレビドラマ化『トットてれび』では里見を福田彩乃が演じた。
- 池田憲章、伊藤秀明編著『NHK連続人形劇のすべて』エンターブレイン、2003年